# Radio Disney
Radio Disney — радиосеть, основанная в Бербанке, штат Калифорния и переехавшая из штаба Disney Channel на Западное авеню Аламиды, где и находится с ноября 2008 года. До этого, сеть базировалась в Далласе, штат Техас. Radio Disney транслирует музыку и другой контент исполненный детьми и молодыми подростками в возрасте младше 16 лет; его формат может быть описан как преследуемое молодежью современное хит радио. Радио является филиалом The Walt Disney Company.
Radio Disney основано подобно обычной радиостанции, со своими бесплатными раздачами призов (слушатели могут позвонить в студию или отправить текстовое сообщение) и случайными звонками в студию во время интервью на шоу «Перевороты», которые обычно происходят в конце рабочего дня. В России официальное онлайн-вещание проводилось с 1 октября 2013 по 28 июля 2022 года на сайте Disney. С 18 ноября 2020 года Радио Disney было доступно абонентам телевидения от Ростелекома.
3 декабря 2020 года Disney объявил, что Radio Disney и Radio Disney Country будут закрыты в первом квартале 2021 года.

## История

### 1996—2001: Начало
Radio Disney начало вещание 18 ноября 1996 в 5:58 утра. Восточное стандартное время с песней «Get Ready For This». Их слоган был «Мы все слушаем!» (англ. «We’re all ears!»). Radio Disney началось с песен, которые находились в чартах Топ-40 на местных станциях, популярные старые и песни из различных мультиков и кино. Они включали Бритни Спирс, Кристину Агилеру, 'N Sync, Спайс Гёрлз, A-Teens, Backstreet Boys, Hanson и других.
В 2000 артисты типа Аарона Картера и Дрим Стрита стали популярными. Их новый короткий лозунг был заменен на «музыку и призы у скалы!». Позже, в 2000 году Radio Dinsey увеличивает возрастной предел с 12 до 14 для того, чтобы можно было выиграть призы и тотализаторы. Мировое Турне Радио Дисней также дебютировало в 2000 году.

### 2001—2007: Звёзды Disney Channel

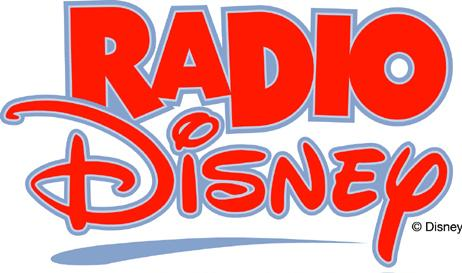
Логотип Radio Disney с 2001 по февраль 2007.

Около конца 2001 года Radio Disney был близко связан с певцами/актёрами оригинальных шоу Disney Channel, начинающими Хилари Дафф и Raven-Symone, и позже и с Майли Сайрус, Братьями Джонас, Деми Ловато, Селеной Гомес, Митчелом Муссо и другими. Также появился и их текущий слоган — «Твоя музыка, твой путь».
В 2002 году Radio Disney впервые вручает музыкальные награды. Это премия вручается и сейчас.
В 2004 году The Walt Disney Company заплатило прежней Детской Радиовещательной корпорации 12.4 миллиона долларов. The Walt Disney Company до запуска своего радио, какое-то время сотрудничало с Радио Aahs.
В 2006 году радио отметило свой 10-й День Рождения, со дня своего выхода в эфир. Радиопередача первого часа радиовещания с выхода в эфир была повторена 6 июня 2006 около 16:58 по восточному времени на станции WQEW. Также, как часть 10-летней годовщины, 22 июля 2006 года был проведён концерт «Totally 10 Birthday Concert» в Arrowhead Pond в городе Анахайме, штата Калифорния. Этот концерт одновременно транслировался на официальном сайте Радио Дисней. Второй концерт был проведен 18 ноября 2006 в Далласе, штат Техас, в Далласском Центре Соглашения.
В феврале 2006 The Walt Disney Company объявила, что в будущем Радио Дисней и другие радиостанции объединятся в радио холдинг «Citadel Broadcasting». Радио Дисней войдет в состав Cable Networks Group. Этот состав обслуживает кабельные холдинги Дисней, за исключением «ESPN».

### 2007 — сейчас: Различные изменения
В апреле 2007 Radio Disney полностью потеряла слово «Слушаем» (из их первого слогана «Мы все слушаем!») из их (старого) телефонного номера, почты, и из ежедневных программ Playhouse Disney. Телефонный номер первоначально произносился как 1-8-8-8, E-A-R-S, 0-1-8; в то время, как все диджеи читали его как 1-888-327-7018. Сейчас номер телефонной станции 1877-870-5678.

Логотип Radio Disney с 2008 по 2010.

С 2008 года Radio Disney имеет множество различных песен из оригинальных шоу Disney Channel, как хорошо продюсируемая музыка из других музыкальных молодёжных групп, несколько которых ассоциируются с Walt Disney Records, Buena Vista Records или Hollywood Records. Программы Playhouse Disney были снижены на целый час. (первоначально блок шёл 2 часа).
В ноябре 2008 года Radio Disney перемещает свою штаб-квартиру из Далласа (штат Техас) в Бербанк (штат Калифорния). В конце мая 2009 Radio Disney полностью меняет свой телефонный номер. Их текущий телефонный номер 1-877-870-5678.
В июне 2009 Radio Disney снова увеличивает максимальный возврат для победителей призёров. Сейчас этот возраст составляет 16 лет.
В январе 2010 Radio Disney запрашивает разрешение из FCC на приостановку пяти своих радиовещательных станций (и шестая станция принадлежит другой компании) до тех пор, пока радиостанции не будут проданы. Разрешение на продажу были даны только двум станциям.

## Программы

### Музыка
Radio Disney проигрывает большое разнообразие песен от звёзд и из шоу, идущих на Disney Channel, вместе с популярными песнями других радиостанций. Они также составляют свой ТОП-40 состоящий из различных песен.

### Последовательное радио
В июле 2010 Radio Disney запускает в эфир первый сценарий последовательных звонков «Мои мечты», современные истории на формат напоминающих 1940-х годов. В отличие от старинного радио длительность одного эпизода составляет 90 секунд и музыкальное время, а не 30 минут. Звезда шоу «Мои мечты» Дафна Блант, девушка, которая 14 лет назад сделала своё имя для музыкальной индустрии. Каждый день она поднимает и опускает настроение молодёжи.

#### Playhouse Disney
Playhouse Disney (первоначально «Время Мелодий Микки и Минни» между 1998—2001) выходит в эфир на Radio Disney по будням в течение учебного года в 12:00 ET и заканчивается в 1:00 ET. Playhouse Disney когда-то был двухчасовой блок, но недавно время было сокращено на час, вместе с Circle Time Story, (Первоначально «Микки и Минни Исторический Театр» между 1998—2001) который рассказывал истории из фильмов и кино Disney Channel. Как и Playhouse Disney на Disney Channel, она нацелена на дошкольников. Классические песни Radio Disney также играют во время Playhouse Disney.

#### Мировое Турне Радио Дисней
В 2000 и 2001, Radio Disney запустила два отдельных «мировых турне», которые ездили по крупным площадкам на всей территории Соединенных Штатов. В 2000 году в тур поехали молодые таланты (No Authority, Myra) и диджеи Радио Дисней Марк и Зиппи. Тур прошёл в следующих городах: Атланта, Нью-Йорк, Бостон, Даллас, Чикаго, Хьюстон, Феникс, Лос-Анджелес, Сан-Франциско и Сиэтл. Они играли на театральных площадках и собирали аудиторию до 2000 человек на шоу (было 4 шоу на каждый уик-энд на каждой из площадок).

#### Radio Disney Junior
9 февраля 2011 года Radio Disney объявило, что начнёт выпускать детские блоки для малышей (от 2 до 7) и их родителей. Музыкальный блок будет проходить с 12:00-1:00 PM EST. Трансляция начнётся с 14 февраля 2011 года, чтобы совпасть с датой начала вещания Disney Junior.

### Передачи и конкурсы
Radio Disney осуществляет ряд функций от интерактивных конкурсов до информационных программ.

#### Текущие передачи
- 60 секунд с (актёром/актрисой)
- Разговор знаменитостей с Джейком
- Мировой код Дня
- Семейный портрет
- Музыкальный почтовый ящик
- NBT (Next Big Thing)
- Планета премьер
- Парк поп вопросов
- Сила приза
- Радио перемотка
- Субботним вечером перемещаемся на вечеринку
- Нарезка клипов
- Звуковой файл
- Супер элемент
- Топ-3
- Топ-30
- Мудрое слово
- Гаражная дверь Дёрби

#### Бывшие программы
- ABC новости для детей
- ABC заметки
- Aptitude Dude
- Backwards Bop
- Битва городов
- Bumbling Bill’s Safety Spotlight
- Соединяясь с семьёй
- Frequency Jam
- Бабушка природа
- Гаражная дверь Дёрби
- Gross Me Out
- Hairbrush Karaoke
- Hogwarts or Hogwash
- Караоке
- Смех закуски
- Давайте заключим сделку
- Театр Би-зарра
- Приключения Бада и Игги
- Игры штатов
- Thinkenstein: 2000
- Твоя музыка & Твои звёзды, Твой путь
- «Инкубатор»

## Диджеи
На Radio Disney с момента её запуска в 1996 году было множество различных диджеев. Список текущих диджеев и их расписание представлены на официальном сайте Radio Disney. Ниже приведены списки диджеев, а также их годы активной деятельности.
Текущие диджеи:
| - Blake (2005) - Brian (1997) - Candice (2005) - Ernie" (1999) | - Hallie (2008) - Jake (2008) - Morgan (2009) |

Бывшие диджеи:
| - Aaron K. (2003—2008) - B. B. Good (1998—2008) - Betsy (2008—2009) - Cherami (2007—2008) - David Jordan (2001—2005) - Dean Wendt (1996—2001) - Don Crabtree (1996—2007) - Giel (2003—2008) - Jim Hickly (2001—2005) - Just Plain Mark (1997—2001) - Kara (1997—2001) - Kim Stewart (1997—2000) - Lee Cameron (1996—1999) | - Lenny (2006) - Penny Nichols (2001) - Robin Jones (1996—1997) - Rita (2007) - Squeege (1996—2005) - Sherry Rodgers (1996—2008) - Sheryl Brooks (1996—2008) - Susan Huber (1996—2008) - Tina (1997—1998) - Terri (2004—2008) - Web Fingors (2001—2003) - Zippy (1997—2001) |

## Доступность

### Онлайн вещание
Radio Disney в потоковом вещании доступно на RadioDisney.com Архивная копия от 20 августа 2008 на Wayback Machine, а также доступен под Поп/Топ 40 в разделе iTunes радио тюнер.
Radio Disney также доступно как специальная особенность на Blu-Ray релизе Ханна Монтана: Кино через Disney BD-Live, а также игры для PSP, Hannah Montana: Rock Out Show.
С 1997 до 1999 года, сеть в цифровом потоковом формате RealAudio доступно на сайте Radio Disney. Служба прекратила существование в 1999 году, только с новой силой, через некоторое время в качестве предустановленной потокового канала на QuickTime4 потокового перечня средств массовой информации. Сервис исчез около 2000 года, когда Quicktime5 был реализован. В марте 2006 года поток снова возобновили в Windows Media Player формате, как Radio Disney 2.0.

### Подписка Радио и ТВ
Radio Disney доступно на XM Satellite Radio и Sirius Satellite Radio в цифровом аудио формате как в Соединенных Штатах и Канаде, так и на канале 115. Прежде он был доступен на Music Choice на большинстве цифровых кабельных телевизионных системах. Однако 18 сентября 2007 года Music Choice заменило Radio Disney собственным каналом «Kidz Only!». Он очень похож на Radio Disney, но на нём больше музыки. Радио Дисней также доступен через спутник на XM (867 канал), а также в настоящее время осуществляется запуск через Sirius на Dish Network (6115 канал). Radio Disney ранее можно было услышать на 867 канале DirecTV, но по состоянию на 9 февраля 2010 года DirecTV изменил свои музыкальные программы с XM Radio на Sonic Tap. Несколько провайдеров цифрового кабельного радио-услуги предлагают Radio Disney.

### Станции
Несмотря на то, что сеть Radio Disney в первую очередь использует AM станции, она всё же имеет и несколько FM-станций. Ниже приведён точный список по состоянию на январь 2010 года. Несмотря на их текущее состояние, многие из этих станций имеют различные истории. Многие из действующих позывных радиостанций Radio Disney являются вариациями на Диснеевские имена, в точности Микки и Минни Маус. По крайней мере одна станция названа именем Гуфи. Другая названа в честь Walt Disney World (WDW).
Площадь вещания HD Радио возможна с 8-секундной задержкой в АМ зоне, которая делает эти станции отстающими от других радиостанций Radio Disney на AM. Победителю конкурса до или во время конкурса будут объявлены детали. (Для того чтобы сохранить аналоговый / цифровой сигнал в синхронизации, это стандартная практика для гибридных Digital Radio нужно остановить вещание на несколько секунд).
| Позывной сигнал | Частота | Местность                                         | HD радио  |
| --------------- | ------- | ------------------------------------------------- | --------- |
| KMIK            | 1580    | Финикс, Аризона                                   | зелёная ✓ |
| KKDD¹           | 1290    | Сан-Бернардино/Риверсайд, Калифорния              | ❌        |
| KMKY            | 1310    | Сан-Франциско, Калифорния                         | зелёная ✓ |
| KIID            | 1470    | Сакраменто, Калифорния                            | зелёная ✓ |
| KDIS            | 1110    | Пасадина/Лос-Анджелес, Калифорния                 | зелёная ✓ |
| KDDZ            | 1690    | Денвер, Колорадо                                  | зелёная ✓ |
| WDYZ            | 990     | Орландо, Флорида                                  | зелёная ✓ |
| WMYM            | 990     | Майами, Флорида                                   | зелёная ✓ |
| WWMI            | 1380    | Тампа, Флорида                                    | зелёная ✓ |
| WDWD            | 590     | Атланта, Джорджия                                 | зелёная ✓ |
| WRDZ            | 1300    | Чикаго, Иллинойс                                  | зелёная ✓ |
| WBYU            | 1450    | Новый Орлеан, Луизиана                            | зелёная ✓ |
| WMKI            | 1260    | Бостон, Массачусетс                               | зелёная ✓ |
| WFDF            | 910     | Фармингтон Хиллс/Детройт, Мичиган                 | зелёная ✓ |
| KDIZ            | 1440    | Миннеаполис/Сент-Пол, Миннесота                   | зелёная ✓ |
| KPHN            | 1190    | Канзас-Сити, Миссури                              | зелёная ✓ |
| WSDZ            | 1260    | Сент-Луис, Миссури                                | зелёная ✓ |
| WDDY            | 1460    | Олбани, Нью-Йорк                                  | зелёная ✓ |
| WOLF¹           | 1490    | Сиракьюс, Нью-Йорк                                | зелёная ✓ |
| WQEW²           | 1560    | Нью-Йорк, Нью-Йорк                                | зелёная ✓ |
| WGFY            | 1480    | Шарлотт, Северная Каролина                        | зелёная ✓ |
| WWMK            | 1260    | Кливленд, Огайо                                   | зелёная ✓ |
| KEBC¹           | 1560    | Оклахома-Сити, Оклахома                           | ❌        |
| KDZR            | 1640    | Портленд, Орегон/Ванкувер, Вашингтон              | зелёная ✓ |
| WWJZ            | 640     | Моунт Холли, Нью-Джерси/Филадельфия, Пенсильвания | зелёная ✓ |
| WDDZ            | 1250    | Питтсбург, Пенсильвания                           | зелёная ✓ |
| WOWW¹           | 1430    | Мемфис, Теннесси                                  | ❌        |
| KRDY            | 1160    | Сан-Антонио, Техас                                | зелёная ✓ |
| KMIC            | 1590    | Хьюстон, Техас                                    | зелёная ✓ |
| KMKI            | 620     | Даллас/Форт-Уэрт, Техас                           | зелёная ✓ |
| KWDZ            | 910     | Солт-Лейк-Сити, Юта                               | зелёная ✓ |
| WDZY            | 1290    | Ричмонд, Виргиния                                 | зелёная ✓ |
| KKDZ            | 1250    | Сиэтл, Вашингтон                                  | зелёная ✓ |
| WKSH            | 1640    | Милуоки, Висконсин                                | зелёная ✓ |

| Позывной сигнал | Частота | Местность             | HD радио  |
| --------------- | ------- | --------------------- | --------- |
| KDIS            | 99.5    | Литл-Рок, Арканзас    | зелёная ✓ |
| WRDZ            | 98.3    | Индианаполис, Индиана | зелёная ✓ |

Заметки:
¹ Станция не принадлежит The Walt Disney Company
² Идентифицирует как чистоканальную станцию
| WMKI, WQUA, KRNN, KMAP, KSON, KADZ, WDZK, WMYR, WAJD, WBWL, WMNE, WBBQ, WPGA, WNEX, WCHY, KORL, KQAM, WHBE, WDDZ, WYNK, KDYS, WDZN, WJDY, WDSS, KXTP, WBHR, KYDZ, KOIL, KDEF, KALY, WGSM, WALL, WEOK, WOLF, WWLF, WKEW, WCOG, KMUS, WWCS, WHRC, WDDZ, KRYS, KWTX, KBEE, WBVA, WHKT, WKYG |

## Альбомы
Концертные сборники Radio Disney — CD-сборники музыки различных артистов размещенные на Радио Дисней.

## Международное радио
На международном рынке Radio Disney имеет станции в Австралии, Чили, Японии, Польше, Аргентине, Парагвае, Никарагуа, Гватемале, Уругвае, Коста-Рике, Панаме и Доминиканской Республике. Есть планы возобновить вещание радио на фирменной станции в Великобритании, но на этот раз под брендом «Radio Disney», направленной на молодую аудиторию. 21 октября 2010 состоялось открытие радио в Бразилии. В планах радиосети в ближайшее время начать вещание на Филиппинах, в Швеции и Мексике.

### Латинская Америка
Radio Disney доступно в Латинской Америке через эфирное вещание. Как и Radio Disney в США, оно вещает на испанском языке в Аргентину, Чили, Никарагуа, Эквадор, Гватемалу, Парагвай, Уругвай, Доминиканскую Республику, Панаму и Коста-Рику.

### Европа
Radio Disney планирует начать вещание на цифровой радио платформе в Великобритании к концу 2008 года. 6 июля 2007 года Ofcom объявила, что 4 Digital Group Архивная копия от 1 декабря 2008 на Wayback Machine получила лицензию для запуска нового цифрового мультиплексного радио, которое будет включать в себя и Radio Disney, как одна из десяти новых национальных радиостанций. 10 октября 2008 года Channel 4 планирует закончить вещание Radio Disney ещё с 4 цифровых платформ.